# Tim Williams (cestista)
Timothy Adonis Williams II, detto Tim (Chicago, 6 novembre 1993), è un ex cestista statunitense.

## Palmarès
- British Basketball League: 1

Leicester Riders: 2018-19